# Havsnejonöga
Havsnejonöga (Petromyzon marinus) är en fiskart som beskrevs av Carl von Linné 1758. Havsnejonöga ingår i släktet Petromyzon och familjen nejonögon. IUCN kategoriserar arten globalt som livskraftig. Enligt den svenska rödlistan är arten nära hotad i Sverige. Artens livsmiljö är havet, sjöar och vattendrag, brackvattenmiljöer. Inga underarter finns listade i Catalogue of Life.

## Utbredningsområde
Arten förekommer i norra Atlanten, i det angränsande Barentshavet, i nordöstra delen av Mexikanska golfen och i Medelhavet. Den simmar före parningen uppför floder i Europa, norra Afrika och Nordamerika. Några populationer stannade i större insjöar och i de tillhörande vattendragen. Även dessa populationer utför vandringar mot flodernas övre lopp. I Tjeckien gäller havsnejonögat som utdött.

### Utbredning i Sverige
Arten förekommer i Götaland. 2019 meddelades efter en inventering att antalet havsnejonögon i svenska vatten minskat drastiskt. Man uppskattade antalet lekmogna individer till färre än 100 från att tio år tidigare ha varit någonstans mellan 1 200 och 2 500 individer. 